# Complement verbal
|  | No s'ha de confondre amb complement de règim verbal. |

Un sintagma verbal (SV) en funció de predicat pot constar només d'un verb, únic element obligatori, o d'un verb acompanyat d'altres elements que en complementen el significat. Són els complements verbals.
- Atribut (Atr)
- Complement directe (CD)
- Complement indirecte (CI)
- Complement de règim verbal (CRV)
- Complement predicatiu (CPred)
- Complement circumstancial (CC)
- Complement agent (CAg)